# Trạm không gian Thiên Cung
Thiên Cung (tiếng Trung: 天宫; bính âm: Tiāngōng) là một trạm không gian được đựa vào quỹ đạo Trái Đất tầm thấp từ 340 đến 450 km (210 đến 280 mi) so với bề mặt trái đất. Sau khi hoàn thành, trạm Không gian Thiên Cung sẽ có khối lượng từ 80 đến 100 tấn (180.000 đến 220.000 lb), bằng 1/5 trạm vũ trụ quốc tế, và có kích thước bằng trạm không gian Mir của Nga đã ngừng hoạt động. Các hoạt động sẽ được kiểm soát từ Trung tâm Kiểm soát Phi hành Hàng không Bắc Kinh ở Trung Quốc. Mô đun lõi, Thiên Hà, được phóng vào ngày 29 tháng 4 năm 2021.
Việc xây dựng trạm không gian này đánh dấu giai đoạn thứ ba của chương trình Thiên Cung, dựa trên kinh nghiệm thu được từ các tiền thân của nó, Thiên Cung 1 và Thiên Cung 2. Các nhà lãnh đạo Trung Quốc hy vọng rằng nghiên cứu được thực hiện trên trạm không gian sẽ cải thiện khả năng của các nhà nghiên cứu trong việc tiến hành các thí nghiệm khoa học trong không gian, vượt quá thời hạn mà các phòng thí nghiệm vũ trụ hiện có của Trung Quốc cung cấp. Một tên lửa đẩy Trường Chinh 2 với tàu không gian Thần Châu sẽ luôn ở chế độ chờ cho nhiệm vụ cứu hộ khẩn cấp.